# Pierre Graber
Pierre Graber (La Chaux-de-Fonds, 6 de diciembre de 1908 – Lausana, 19 de julio de 2003) fue un político suizo, miembro del Partido Socialista.
Fue Consejero Federal de 1970 a 1978 y Presidente de la Confederación Suiza en 1975.

## Biografía

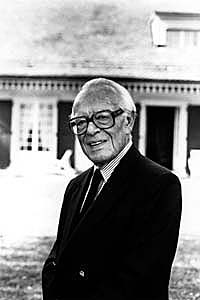
Pierre Graber en 1989

Pierre Graber nació el 6 de diciembre de 1908 en La Chaux-de-Fonds. Era hijo de Ernest-Paul Graber (1875-1956), consejero nacional de 1912 a 1943, y de la activista feminista Blanche Vuilleumier.
Estudió Derecho y Ciencias Empresariales en las universidades de Neuchâtel y Viena, y se licenció en 1931. En 1925, durante sus estudios, fue miembro fundador de las Juventudes Socialistas de Neuchâtel. En 1933, tras realizar una pasantía en La Chaux-de-Fonds, se estableció como abogado en Lausana.
Graber se casó tres veces: en 1931 con Margarete Gawronsky (divorcio en 1936), en 1939 con Lina Pierrette Meilland (fallecida en 1974), y en 1977 con Renée Noverraz (de soltera Avilon).
Retirado en Savigny (Vaud) y posteriormente en Lausana, expresó su opinión en ocasiones importantes, como el fallido intento de adhesión de Suiza a la ONU en 1986. Falleció el 19 de julio de 2003 en Lausana.

## Carrera política

### Niveles municipal y cantonal
Miembro del Partido Socialista, Pierre Graber se mostró intransigente con los comunistas desde los años 30, a diferencia de muchos socialistas de Vaud próximos al ginebrino Léon Nicole, que simpatizaba con la Unión Soviética.
En 1934, fue elegido miembro del Consejo Municipal de Lausana, el órgano legislativo municipal, donde permaneció hasta 1945. Al mismo tiempo, también fue miembro del Gran Consejo del cantón de Vaud de 1937 a 1946.
En 1946 pasó a ser alcalde de Lausana, liderando la coalición de izquierdas entre el Partido Socialista y el Partido Obrero y Popular. Cuando la derecha recuperó la mayoría en 1949, perdió la alcaldía, pero siguió siendo consejero municipal de Hacienda y Deportes hasta 1962. Durante su mandato a frente del ayuntamiento de Lausana, representó a la ciudad en el comité de la Unión de Ciudades Suizas. También fue presidente del Lausana-Sport de 1950 a 1956. De 1949 a 1962 fue también presidente del Partido Socialista de Vaud, en un momento crucial en el que los obreros perdían influencia dentro del partido en favor de los funcionarios y empleados.
En 1962 fue elegido miembro del Consejo de Estado, el gobierno del cantón de Vaud, y ocupó este cargo hasta que fue elegido miembro del Consejo Federal en 1969. Dirigió el Departamento de Finanzas y fue Presidente del Consejo de Estado en 1968. Como tal, también formó parte del comité directivo de la Exposición Nacional Suiza de 1964.

### Consejero Nacional
Pierre Graber fue miembro del Consejo Nacional, cámara baja de la Asamblea Federal, de junio de 1942 a junio de 1962 y de diciembre de 1963 a diciembre de 1969. Fue su Presidente en 1966 y también dirigió el grupo parlamentario socialista de 1967 a 1969.
Formó parte de la Comisión de Asuntos Exteriores. Fue vicepresidente de la comisión de investigación parlamentaria sobre la adquisición de aviones Mirage por parte del ejército suizo, considerada demasiado costosa. También fue miembro de la Comisión de Sabios creada para resolver la cuestión del Jura. De 1965 a 1969, también formó parte del comité suizo de la organización de conservación de la naturaleza WWF.

### Consejero Federal
Pierre Graber fue elegido miembro del Consejo Federal el 10 de diciembre de 1969 con 188 votos de un total de 221 válidos, sucediendo a su compañero de partido Willy Spühler (1902-1990). El 1 de febrero de 1970 fue nombrado jefe del Departamento Federal de Asuntos Exteriores, entonces llamado Departamento Político Federal. Asumió la presidencia de la Confederación en 1975 y dejó el cargo el 31 de enero de 1978.
En 1970 se creó el Cuerpo Suizo de Socorro en Casos de Desastre (actual Cuerpo Suizo de Ayuda Humanitaria), que en 1973 intervino por primera vez en África. Durante su mandato también se elaboró una nueva ley sobre la cooperación al desarrollo. Tuvo que hacer frente al secuestro de un avión de Swissair en Zarqa (Jordania) por miembros del Frente Popular para la Liberación de Palestina (FPLP) en 1970.
Como Presidente del Comité de Ministros del Consejo de Europa, puso la primera piedra del Palacio de Europa de Estrasburgo el 15 de mayo de 1972. En 1974, obtuvo la aprobación parlamentaria para la ratificación de la Convención Europea de Derechos Humanos. El 1 de agosto de 1975 firmó en Helsinki el Acta Final de la Conferencia sobre la Seguridad y la Cooperación en Europa (CSCE). En 1976 rubricó la Carta Social Europea, que no llegó a ser ratificada por la Asamblea Federal.
A iniciativa suya, Suiza reconoció a Corea del Norte y Vietnam del Norte. Graber presidió la conferencia diplomática que condujo a la adopción de los protocolos adicionales a los Convenios de Ginebra en 1977. También intervino en la celebración de un acuerdo de libre comercio con la Comunidad Económica Europea (CEE). Por último, gracias a su impulso, Suiza ratificó el Tratado de No Proliferación Nuclear.
Sus posiciones reformistas y favorables a la concordia le enfrentaron a veces con el ala izquierda de su propio partido. Durante su mandato como Consejero Federal, siguió una política mucho más multilateral que sus predecesores. Esta política le granjeó la hostilidad de la extrema derecha y de una parte de la derecha, incluidos algunos radicales alemánicos. En el plano personal, su orgullo, su estilo mordaz y su ironía no siempre despertaron simpatías.

## Publicaciones
- Pierre Graber (1992). Mémoires et réflexions. Lausana: 24 heures.